# Marcel Gerhard
Marcel Gerhard (ur. 25 sierpnia 1955 we Frauenfeldzie) – szwajcarski żużlowiec, występujący również na długim torze.

## Życiorys
W latach 1983, 1984, 1985 i 1991 reprezentant Szwajcarii w eliminacjach indywidualnych mistrzostw świata. Trzykrotny medalista indywidualnych mistrzostw Argentyny: złoty (1997) oraz dwukrotnie brązowy (1995, 1996). 
Największe sukcesy w karierze odniósł w zawodach z cyklu indywidualnych mistrzostw świata na długim torze. Pomiędzy 1982 a 1996 r. dwunastokrotnie startował w finałach tych rozgrywek, zdobywając trzy medale: złoty (Pfarrkirchen 1992) oraz dwa brązowe (Pfarrkirchen 1986, Mühldorf 1993).
Po zakończeniu czynnej kariery zajął się tuningiem motocykli żużlowych.